# پروتئین تاو
پروتئین‌های تاو (به انگلیسی: Tau Proteins) پروتئین‌هایی هستند که ریزلوله‌ها را تثبیت می‌کنند. پروتئین تاو در نورونهای دستگاه عصبی مرکزی به فراوانی و در آستروسیت‌ها و الیگودندرسیتها به میزان کمتری یافت می‌شوند. پروتئین‌های تاوی که کارکرد خود را در تثبیت کردن ریزلوله‌ها از دست داده‌اند عامل اصلی بیماری‌های مرتبط به زوال عقل مانند آلزایمر و پارکینسون هستند.
در بیماری آلزایمر تاو غیرطبیعی از ریزلوله‌ها جدا شده و باعث از هم پاشیدن ریزلوله‌ها می‌شود. فرافسفرگیری پروتئین‌های تاو باعث خودسامانی و در نهایت ایجاد کلافه‌های عصبی رشته‌ای می‌شود. به وجود آمدن این کلافه‌ها در داخل نورون جابجایی و ترابری سلول را از کار می‌اندازد و باعث مرگ سلول می‌شود. این باعث گسست و قطع ارتباط نورون‌ها در قسمت‌های خاص مغز و نهایتاً از دست دادن حافظه می‌شود.
پروتئین‌های تاو حاصل پیرایش ژن MAPT هستند و بر روی کروموزوم ۱۷ قرار گرفته‌اند.
این پروتئین در سال ۱۹۷۵ به وسیله مارک کیشنر بیوشیمیدان آمریکایی در دانشگاه پرینستون کشف شد.
پروتئین‌های تاو به واسطه پیرایش دگرسان (به انگلیسی: alternative splicing)، از ژن MAPT ساخته می‌شوند. پروتئین تاو به عنوان یک پروتئین ذاتاً بی نظم شناخته می‌شود.

## عملکرد:[ویرایش]
پروتئین تاو، یک پروتئین همراه با ریزلوله (به انگلیسی: MAP)، بسیار محلول هست. در انسان‌ها، این پروتئین‌ها در نورونها به مقدار بسیار زیاد در مقایسه با سلول‌های غیر نورونی، یافت می‌شود. یکی از عملکردهای اصلی تاو، پایداری ریزلوله‌های آکسونی هست. پروتئین تاو در دندریتها حضور ندارد. این پروتئین‌ها، بیشتر در بخش‌های انتهائی آکسون، در جائی که پایداری ریزلوله‌ها و هم‌چنین انعطاف‌پذیری بیشتری نیاز هست، یافت می‌شوند.

## ساختار:[ویرایش]
شش ایزوفرم از پروتئین تاو در بافت مغز انسان وجود دارد. این ایزوفرم‎ها توسط تعداد دمینهای اتصالی‌شان تشخیص داده می‌شوند. سه ایزوفرم از پروتئین تاو، سه دمین اتصالی وسه ایزوفرم دیگر از آن، چهار دمین اتصالی دارند. دمین‌های اتصالی، در انتهای کربوکسیل پروتئین قرار گرفته‌اند و حاوی بار مثبت هستند که به پروتئین اجازه می‌دهد به بارهای منفی بر روی سطح ریزلوله متصل شود. ایزوفرم‌های حاوی چهار دمین اتصالی، در پایدارسازی ریزلوله‌ها بهتر از آنهائی که سه دمین اتصالی دارند، عمل می‌کنند. ایزوفرم‌های پروتئین تاو، نتیجه پیرایش متنوع در اگزونهای شماره دو، سه و ده، ژن تاو هستند. تاو یک پروتئین فسفریله شده هست که بر روی طولانی‌ترین ایزوفرم خود، دارای ۷۹ جایگاه فسفریلاسیون بر روی آمینواسیدهای سرین (Ser) و ترئونین(Thr)، می‌باشد. فسفریلاسیون بر روی تقریباً ۳۰ جایگاه از کل جایگاه‌ها، بر روی پروتئین تاو نرمال گزارش شده‌است. فسفریلاسیون تاو توسط یک گروه از کینازها تنظیم می‌شود که شامل آنزیم PKN، یک سرین/ترئونین کیناز هست. وقتی که این گروه از آنزیم‌ها، فعال شود، پروتئین تاو را فسفریله می‌کند که نتیجه‌اش، برهم‌زدن سازماندهی ریزلوله خواهد بود.

## صدمات مغزی ناشی از ضربه (به انگلیسی: Traumatic Brain Injury):[ویرایش]
صدمات مغزی ناشی از ضربات (TBI) خفیف متوالی، به عنوان یک جزء اصلی از صدمات مغزی در ورزش‌های پربرخورد، مثل فوتبال آمریکائی، و یا صدمات مغزی ناشی از در معرض قرار گرفتن نیروهای ضربه زننده ناشی از انفجارات جنگی، شمرده می‌شود، که می‌تواند منجر به (Chronic Traumatic Encephalopathy (CTE، که یکی از مشخصه‌های آن، کلافه‌های فیبریلی تشکیل شده از تاو فرافسفریله شده می‌باشد، شود.
گرد آورنده: لیلا آقابابایی